# 菱山郁朗

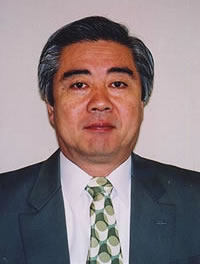
人事院総裁賞選考委員会委員として、人事院が公表した肖像写真

菱山 郁朗（ひしやま いくお、1944年10月15日 - ）は駒澤大学マスコミ研究所研究員、武蔵野大学人間関係学部講師、日本記者クラブ会員、日本マス・コミュニケーション学会会員、21世紀臨調運営委員、放送人政治懇話会会員、千代田プレスクラブ会員。東京都八王子市生まれ。

## 経歴
- 1968年 早稲田大学第一政治経済学部政治学科卒、日本テレビ放送網株式会社入社、報道局報道部記者。
- 1973年 田中総理番を皮切りに政治記者
- 1988年 野党クラブキャップ
- 1989年 自民党クラブキャップ
- 1992年 官邸クラブキャップ
- 1993年 政治部長（宮沢政権から橋本政権）
- 1996年 解説室長兼世論調査室長
- 1999年 駒澤大学マスコミ研究所指導員
- 2004年 日本大学法学部新聞学科講師
- 2005年 武蔵野大学人間関係学部講師